# Álhír

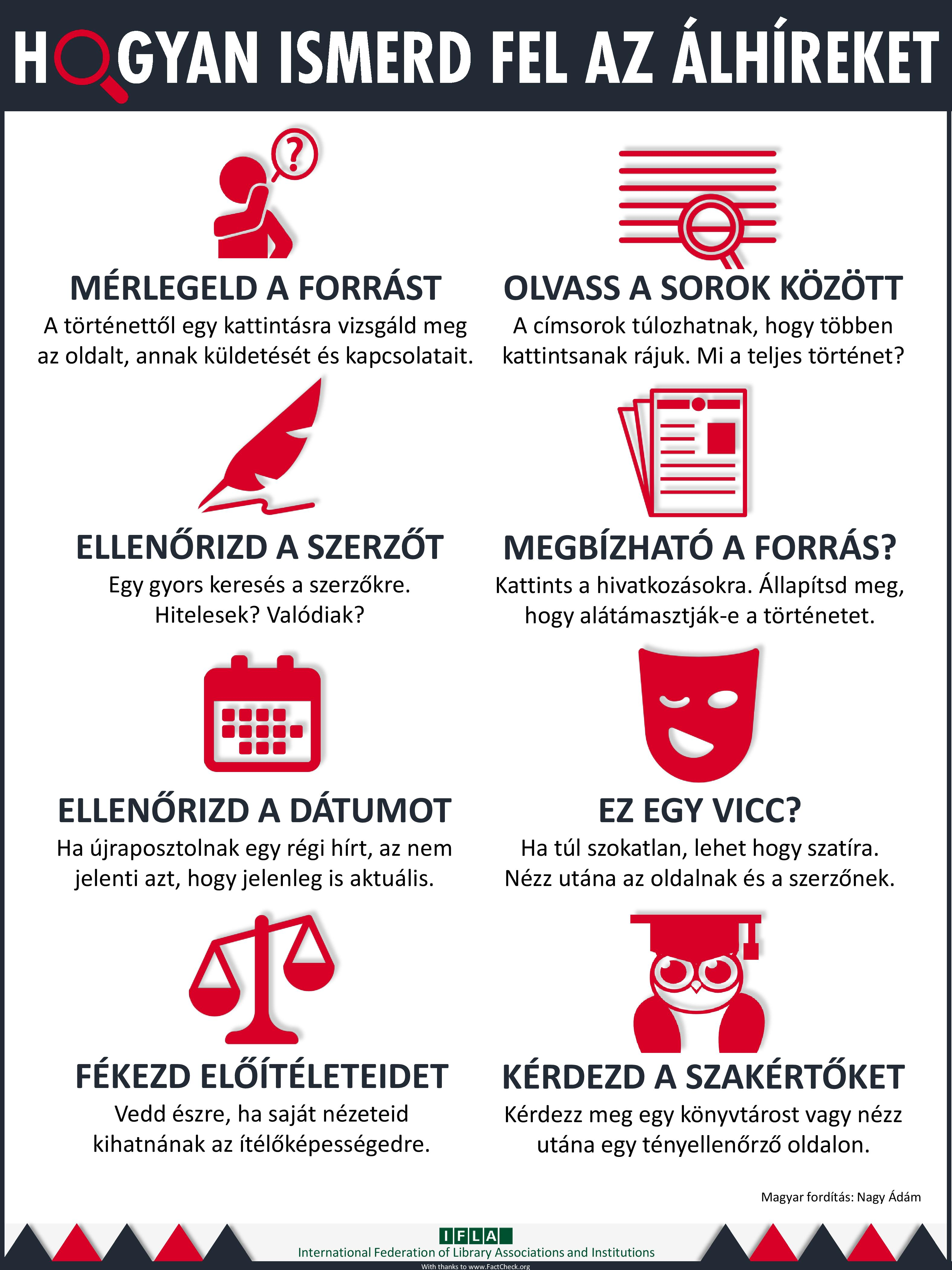
Az álhírek felismerésének módjai

Az álhírek (vagy fake news, hoax hírek) olyan szándékosan publikált átverések, melyek célja leginkább a propagandaterjesztés és a félrevezetés (dezinformáció). A politikai dezinformáció szándékos terjesztése a lélektani hadviselés egyik formája. A rivális politikusok és közéleti szereplők sérelmére folytatott rágalmazó lejárató kampányok és hírnévromboló karaktergyilkosságok rendszeres célja az orosz propagandában elterjedt információs elrettentés.

## Jellemzői
A köznyelvben álhírnek számít minden hamis (téves, vagy legalább egy lényegi elemében az igazságnak nem megfelelő állítást tartalmazó), a széles körű nyilvánosság elé kerülő információ. A sok ember életét befolyásoló, szándékosan megtévesztő, manipulatív, fontos közéleti témákra vonatkozó és tudatosan az igazságnak nem megfelelő, torzított információknak saját megnevezésük van, ezek a dezinformációk. A médiában (így az online környezetben) megjelenő álhírek célja többnyire az anyagi haszonszerzés, a dezinformációké elsősorban a közvetett vagy közvetlen politikai befolyásolás. Az álhírek egyik legfontosabb jellemzője, hogy az érzésekre, illetve az indulatokra akarnak hatni, és leegyszerűsített magyarázatokkal dolgoznak. Gyanúra adhat okot, ha a hír, sőt, már a cím nagyon erős pozitív vagy negatív érzelmet kelt. Az álhírek a jó/rossz, nemes/gonosz ellentétpárokra redukálják a rendszerint jóval bonyolultabb, összetettebb valóságot. Sikerük titka, hogy az emberekben rendkívül erős igény van az egyszerű, könnyen érthető magyarázatokra a sokszálú események, jelenségek okának megértése terén, illetve azok felelőseinek megnevezésére.
Az ilyen cikkek célja nem a szórakoztatás, hanem politikai befolyás szerzése, haszonlesés, visszaélés. A rémhírterjesztést a büntető törvénykönyv 3 évig terjedő szabadságvesztéssel rendeli büntetni.
A Twitter internetes közösségi oldalon botok segítségével is terjednek az álhírek. Ezek olyan kamuprofilok, amelyeket valamilyen szoftverrel automatizálnak egyszerűbb feladatokra, például bejegyzések továbbosztására vagy hashtagek felfuttatására. Az erejük a nagy számukban rejlik, akkor tudnak célt érni, ha tömegesen osztanak meg valamilyen tartalmat, ezzel képesek mesterségesen felerősíteni egyes politikai üzeneteket, vagy elnyomni az ellenvéleményeket. A Twitter algoritmusainak működését kihasználva emelnek fel vagy térítenek el egy-egy témát.
Az álhírek ellen hatásos pszichológiai védekezés lehet a "védőoltás" – vagyis ha az olvasót előzetesen ki van téve egy kisebb álhírnek, az segít abban, hogy kialakuljon benne az álhírekkel kapcsolatos ellenállóképesség. Ennek azonban fontos része az is, hogy az olvasót figyelmeztessék arra, hogy amiről olvas, az csupán álhír.
Az álhírekre jó példák a 2016-os amerikai elnökválasztás ideje alatt felbukkant internetes híresztelések. Facebook-felhasználók milliói olvastak és osztottak meg cikkeket, melyek szerint a pápa Donald Trumpot támogatta a kampány ideje alatt, demokrata ellenfele, Hillary Clinton pedig fegyvereket adott el az Iszlám Állam nevű szervezetnek.
Április elsején jellemzően gyakoriak a tréfás álhírek még a különböző nagyobb és hiteles hírportálokon is. Általában azonban a cikk utolsó soraiban maguk az írók leplezik le önmagukat vagy pedig másnap adnak ki egy helyreigazító cikket.
Az álhíroldalak egyik gyakori jellemzője, hogy nem lehetséges a felületükön a kommentelés. Még ha látszólag van is kommentszekció, akkor is a látható hozzászólások nem valós személyek kommentjei. Ezekre a kommentekre válaszolni nem tudunk és mi sem kommentelhetünk, így végül is az ilyen oldalakon sem lehetséges a hozzászólás vagy a kiigazítás.